# Zulfiqar
Zulfiqar je glavni bojni tank iranske kopenske vojske.